# Bescheidbeschwerde
Durch eine Bescheidbeschwerde können österreichischen Recht Bescheide der Verwaltungsbehörden bei den Verwaltungsgerichten angefochten werden (Art. 130 Abs. 1 Z 1 B-VG). Soweit gesetzlich nichts anderes bestimmt ist, ist die Beschwerde gemäß § 7 VwGVG binnen vier Wochen zu erheben.
Eine Bescheidbeschwerde kann man nur wegen Verletzung subjektiver Rechte erheben (Art. 132 Abs. 1 Z 1 B-VG). In gesetzlich bestimmten Fällen können jedoch auch öffentliche Stellen oder nicht unmittelbar Betroffene eine Beschwerde erheben (Art. 132 Abs. 1 Z 2 und Abs. 5 B-VG).
Die Beschwerde hat gemäß § 9 VwGVG  zu enthalten:
1. die Bezeichnung des angefochtenen Bescheides, der angefochtenen Ausübung unmittelbarer verwaltungsbehördlicher Befehls- und Zwangsgewalt oder der angefochtenen Weisung,
2. die Bezeichnung der belangten Behörde,
3. die Gründe, auf die sich die Behauptung der Rechtswidrigkeit stützt,
4. das Begehren und
5. die Angaben, die erforderlich sind, um zu beurteilen, ob die Beschwerde rechtzeitig eingebracht ist.

Die Beschwerde ist bei der Behörde einzubringen, die den angefochtenen Bescheid erlassen hat. Eine rechtzeitig eingebrachte und zulässige Beschwerde hat gemäß § 13 Abs. 1 VwGVG in der Regel aufschiebende Wirkung. Ausnahmen können sich aus dem Gesetz ergeben oder von der Behörde durch Bescheid verfügt werden.
In Angelegenheiten des eigenen Wirkungsbereichs der Gemeinden kann gesetzlich ein administrativer Instanzenzug vorgesehen sein. In diesem Fall ist gegen den Bescheid des in erster Instanz zuständigen Gemeindeorgans seine Berufung erhoben werden. Eine Beschwerde an das Verwaltungsgericht kann in diesem Fall nur gegen den Bescheid des in zweiter Instanz zuständigen Gemeindeorgans zulässig (Art. 132 Abs. 6 B-VG).

## Geschichte
Vor dem Inkrafttreten der Verwaltungsgerichtsbarkeits-Novelle 2012 entschied der Verwaltungsgerichtshof über Bescheidbeschwerden. Eine Bescheidbeschwerde an den Verwaltungsgerichtshof setzte jedoch – nicht nur in Angelegenheiten des eigenen Wirkungsbereichs der Gemeinde – die Erschöpfung des administrativen Instanzenzugs voraus. Der Verwaltungsgerichtshof konnte in diesen Angelegenheiten auch keine Sachentscheidung treffen. Er konnte – wenn die Bescheidbeschwerde nicht abzuweisen war – den Bescheid nur wegen
- Rechtswidrigkeit des Inhalts oder
- Rechtswidrigkeit infolge Unzuständigkeit der belangten Behörde oder
- Rechtswidrigkeit infolge Verletzung von Verfahrensvorschriften

aufheben. Nach einer Aufhebung hatte die im administrativen Instanzenzug zuständige oberste Behörde zu entscheiden.